# Échez
Der Échez ist ein Fluss in Frankreich, der im Département Hautes-Pyrénées, in der Region Okzitanien verläuft. Er entspringt im Gemeindegebiet von Germs-sur-l’Oussouet, entwässert generell Richtung Nord und durchquert auf seinem Weg die historische Provinz Bigorre. Er mündet nach rund 64 Kilometern bei Maubourguet als linker Nebenfluss in den Adour. Im Gemeindegebiet von Siarrouy zweigt der Canal de Luzerte vom Échez ab.

## Orte am Fluss
- Les Angles
- Arcizac-ez-Angles
- Orincles
- Bénac
- Juillan
- Tarbes
- Bordères-sur-l’Échez
- Oursbelille
- Vic-en-Bigorre
- Maubourguet